# James Witherell

James Witherell

James Witherell (* 16. Juni 1759 in Mansfield, Bristol County, Province of Massachusetts Bay; † 9. Januar 1838 in Detroit, Michigan) war ein US-amerikanischer Politiker. Zwischen 1807 und 1808 vertrat er den ersten Wahlbezirk des Bundesstaates Vermont im US-Repräsentantenhaus.

## Werdegang
James Witherell besuchte die öffentlichen Schulen seiner Heimat und nahm zwischen 1775 und 1783 am Unabhängigkeitskrieg teil. Dabei wurde er im Jahr 1777 ernstlich verwundet. Nach dem Krieg studierte Witherell Medizin. 1788 wurde er als Arzt zugelassen. Im selben Jahr zog er nach Hampton in Vermont und ein Jahr später nach Fair Haven, ebenfalls in Vermont. In beiden Orten praktizierte er als Arzt.
Politisch war Witherell Mitglied der von Thomas Jefferson gegründeten Demokratisch-Republikanischen Partei. Zwischen 1798 und 1802 war er Abgeordneter im Repräsentantenhaus von Vermont. Zwischen 1801 und 1803 war er beisitzender Bezirksrichter, was auf ein früheres Jurastudium schließen lässt. In den Jahren 1803 bis 1806 amtierte Witherell als Bezirksrichter im Rutland County. 1806 wurde Witherell in das US-Repräsentantenhaus in Washington, D.C. gewählt, wo er am 4. März 1807 die Nachfolge von Gideon Olin antrat. Er übte dieses Mandat aber nur bis zum 1. Mai 1808 aus. Dann trat er zurück, nachdem er von Präsident Jefferson zum Richter am Obersten Gerichtshof im Michigan-Territorium ernannt worden war. Sein Abgeordnetenmandat ging nach einer Nachwahl an Samuel Shaw.
Witherell übte sein Richteramt in Michigan zwischen 1808 und 1828 aus. Während des Britisch-Amerikanischen Krieges von 1812 war er zeitweise Kommandeur der US-Truppen in Detroit. Dort geriet er auch in Kriegsgefangenschaft. Später wurde er dann wieder freigelassen. Zwischen 1828 und 1830 war er geschäftsführender Beamter im Michigan-Territorium, ein Amt, in das ihn Präsident John Quincy Adams berufen hatte. James Witherell starb im Januar 1838 in Detroit. Er war mit Amy Hawkins verheiratet, mit der er sechs Kinder hatte. Sein Sohn Benjamin (1797–1867) war Lokalpolitiker in Michigan und Richter am Obersten Gerichtshof dieses Staates. Sein Enkel Thomas W. Palmer vertrat zwischen 1883 und 1889 den Staat Michigan im US-Senat.